# NGC 2533
NGC 2533 (również OCL 695 lub ESO 430-SC19) – gromada otwarta znajdująca się w gwiazdozbiorze Rufy. Odkrył ją John Herschel 22 stycznia 1835 roku. Jest położona w odległości ok. 5,5 tys. lat świetlnych od Słońca.